# Robert-Bosch-Krankenhaus

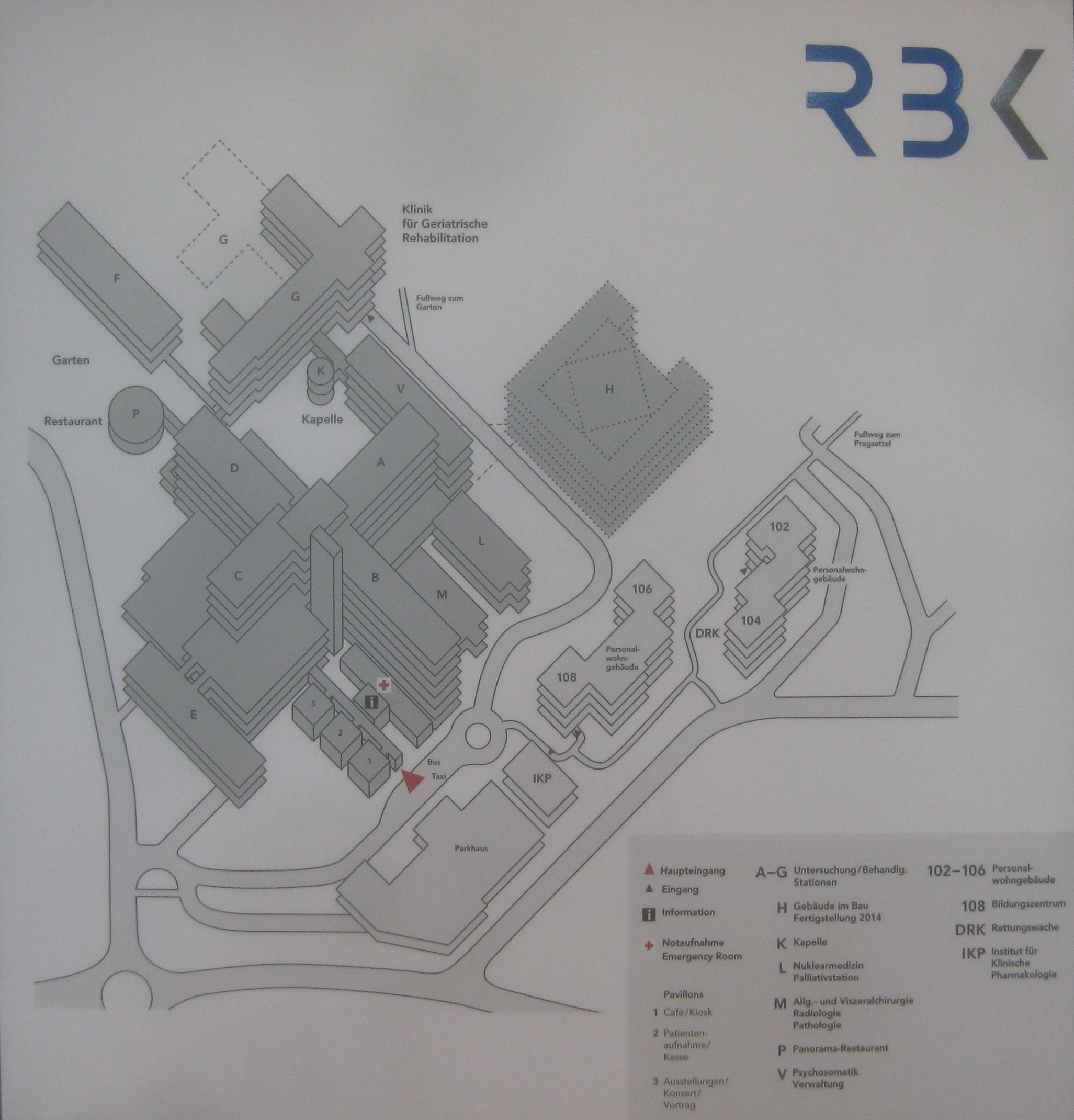
Lageplan.

Das Robert Bosch Krankenhaus (RBK) auf dem Burgholzhof in Stuttgart ist ein Stiftungskrankenhaus, das auf eine private Initiative Robert Boschs aus dem Jahr 1915 zurückgeht.

## Beschreibung
Gesellschafterin des heutigen Krankenhauses, das 1973 eröffnet wurde, ist die Robert Bosch Stiftung. Stiftung und Leitungsgremien des RBK bestimmen gemeinsam die medizinisch-therapeutisch-pflegerische Ausrichtung des Krankenhauses. Die Stiftung ermöglicht medizinische Forschung und finanziert im Einzelfall innovative, anderweitig nicht gedeckte Investitionen. Seit 1978 zählt das RBK zu den akademischen Lehrkrankenhäusern der Universität Tübingen.
Das Robert Bosch Krankenhaus, zu dem ab Januar 2006 auch die Gerlinger Klinik Schillerhöhe und die Stuttgarter Frauenklinik Charlottenhaus gehörten, verfügt insgesamt über 771 Betten im Akutbereich sowie 80 Betten und 20 Tagesklinikplätze in der Klinik für geriatrische Rehabilitation. Die Einrichtungen der Klinik nehmen jährlich über 32.000 stationäre Patienten auf.
Zum Krankenhaus gehören die Zentren für innere (mit Sonderisolierstation), operative und diagnostische Medizin sowie ein Zentrum für Pneumologie und Thoraxchirurgie. Weitere Einrichtungen sind unter anderem ein interdisziplinäres Zentrum für Tumortherapie, ein Brustzentrum, ein Ausbildungszentrum für Pflegeberufe und Fort- und Weiterbildungsstätten. Forschungsinstitute zur klinischen Pharmakologie (Dr. Margarete Fischer-Bosch-Institut für Klinische Pharmakologie) und zur Medizingeschichte (Institut für Geschichte der Medizin) sind dem Krankenhaus angegliedert. Das Haus wird als Krankenhaus der Regelversorgung geführt, nimmt aber die Funktionen der Maximalversorgung wahr.
Interdisziplinäre Notaufnahme, Schockraum und zertifiziertes regionales Traumazentrum mit Hubschrauberlandeplatz auf dem Dach.
Bei einer Umfrage der Techniker Krankenkasse über die Zufriedenheit von Patienten in 2000 deutschen Krankenhäusern belegte das Robert Bosch Krankenhaus im Jahr 2007 den achten Platz.
In Kooperation mit der Universität Stuttgart bietet das Robert Bosch Krankenhaus seit 2009 den weiterbildenden Studiengang Integrierte Gerontologie an, um dem demografischen Wandel frühzeitig begegnen zu können.

## Geschichte

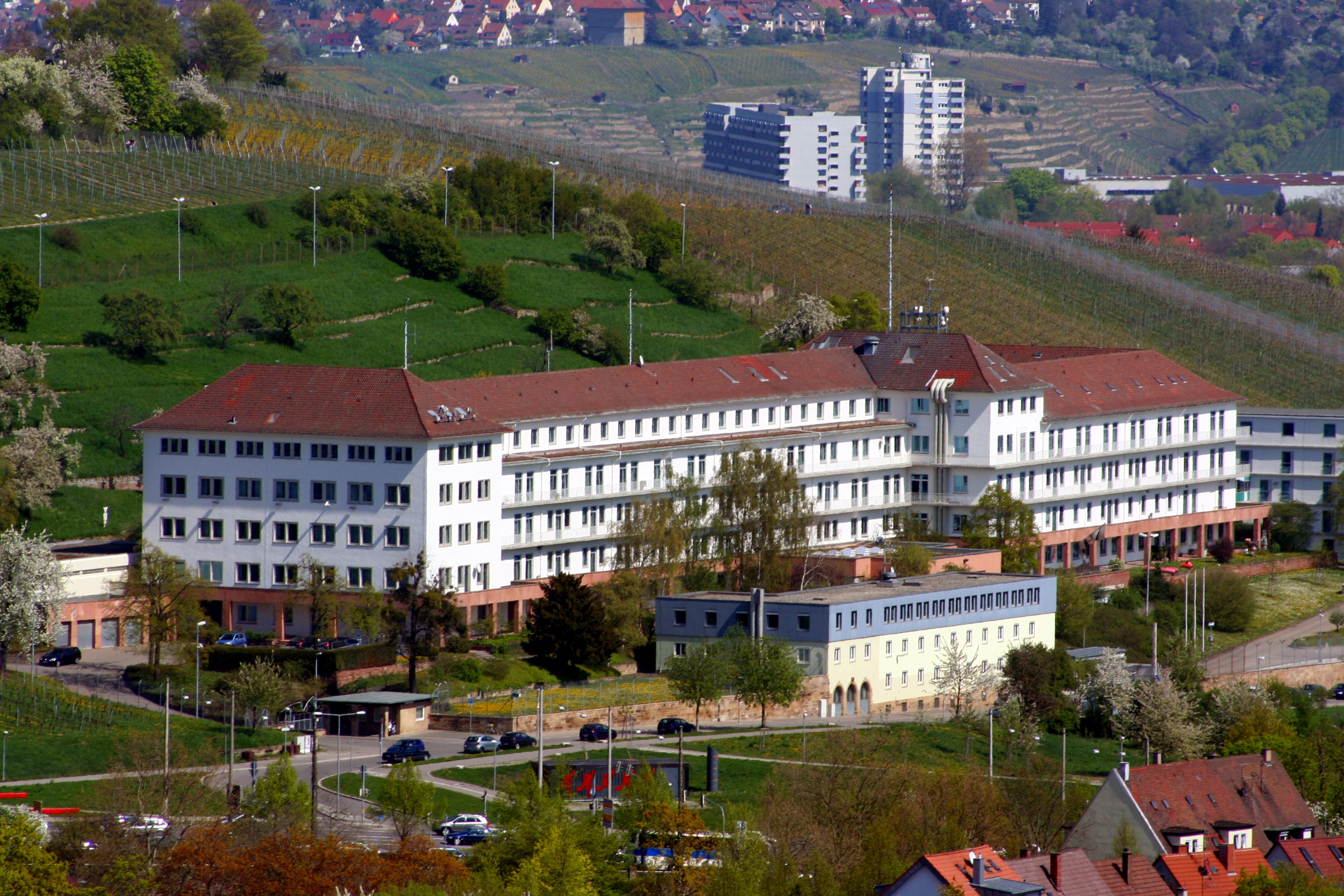
Ehemaliges Gebäude des Krankenhauses (1940–1973, Foto 2011)

Die Geschichte des Robert Bosch Krankenhauses geht auf das Jahr 1915 zurück. In diesem Jahr gründete Robert Bosch die Stiftungsinitiative des Stuttgarter Homöopathischen Krankenhauses GmbH, seit der Gründung galt das Krankenhaus als homöopathisches Krankenhaus, da Bosch in diesem Bereich für Stuttgart eine Versorgungslücke sah. Er selbst stellte für die Initiative drei Millionen Mark zur Verfügung. Zunächst wurde 1921 in der Marienstraße ein provisorisches Homöopathisches Aushilfskrankenhaus mit 70 Betten gegründet. 1936 wurden anlässlich des 75. Geburtstages Robert Boschs und dem 50-jährigen Bestehen der Robert Bosch GmbH Pläne zum Bau eines neuen Krankenhauses in Form einer Stiftung am Stuttgarter Pragsattel in Angriff genommen.

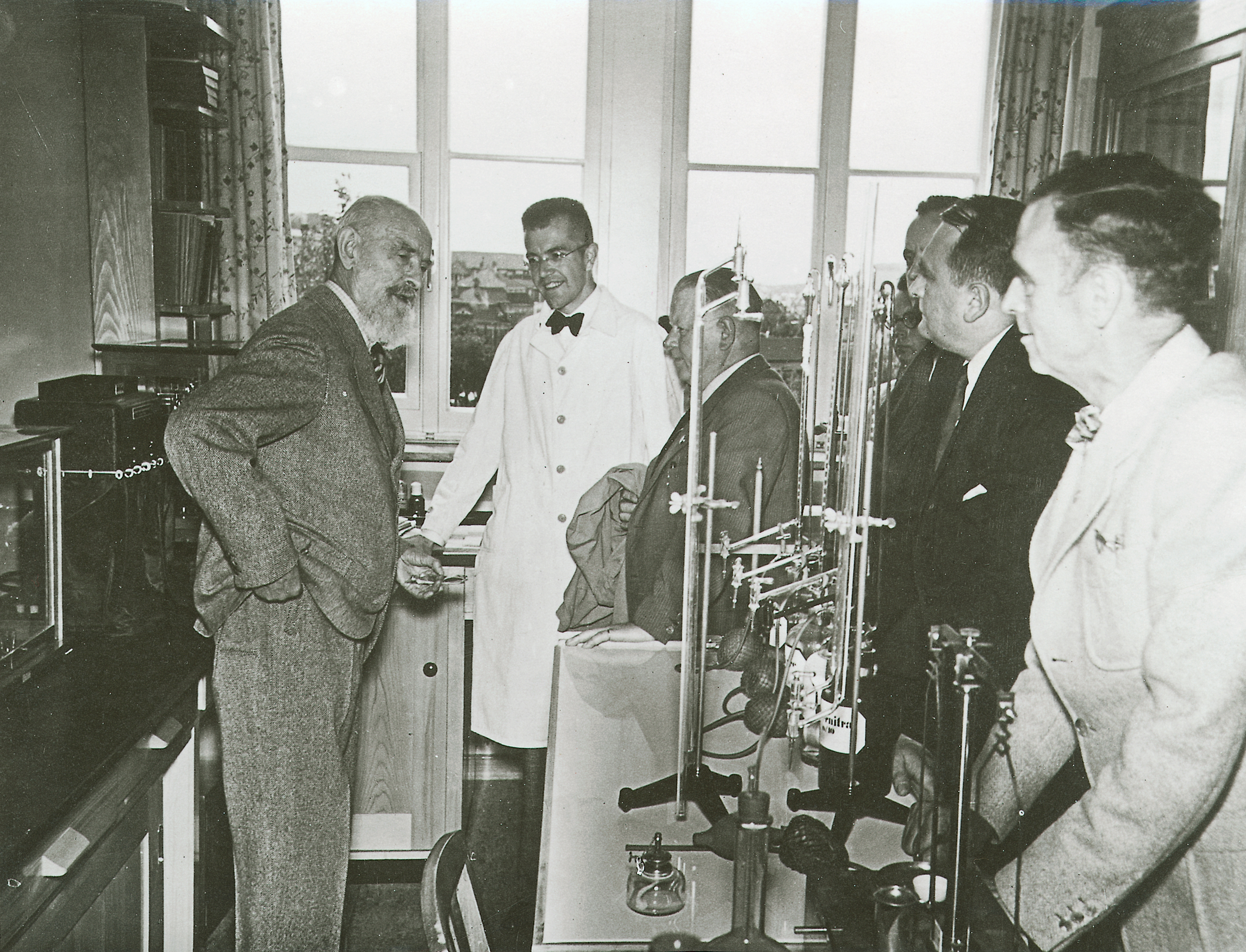
Eröffnung des Robert Bosch Krankenhaus durch Robert Bosch, 1940

Am 10. April 1940 eröffnet Robert Bosch in der Hahnemann-Straße das Robert Bosch Krankenhaus mit mehr als 300 Betten. Da dieses Haus nach dem Krieg bald zu klein wurde und nicht mehr an die modernen Gegebenheiten angepasst werden konnte, begann knapp 25 Jahre nach Kriegsende 1969 auf der Bergheide der Neubau am heutigen Standort des Krankenhauses. Am 28. März 1973 konnte das neue Haus eingeweiht werden. Der Altbau ist seit 1978 Sitz des Polizeipräsidiums Stuttgart.
Im Jahr 1978 wurde das Robert Bosch Krankenhaus zum Akademischen Lehrkrankenhaus der Universität Tübingen ernannt. Im Jahr 1984 wurde eine neue herzchirurgische Abteilung eröffnet, in welcher im Oktober desselben Jahres die erste Herzoperation durchgeführt wurde. Die Abteilung für Herz- und Gefäßchirurgie wird seit Februar 2024 von Bartosz Rylski geleitet. Jahr 1998 entstand als weitere Neugründung eine Klinik für geriatrische Rehabilitation, die heute die größte Rehabilitationseinrichtung für alte Menschen in Baden-Württemberg ist.
Mit dem Ziel der Verbesserung der Patientenversorgung wurde 2004 ein Verein Freunde und Förderer des Robert Bosch Krankenhauses e. V. gegründet. 2006 erfolgt die Übernahme der Lungenfachklinik Schillerhöhe in Gerlingen sowie der Stuttgarter Frauenklinik Charlottenhaus.

## Zukunft
Für das Krankenhaus stehen in den kommenden Jahren umfangreiche Aus-, Neu- und Erweiterungsbauten an.[veraltet] Durch die Neubenennung des Krankenhauses und die Einbeziehung des Pharmakologischen Instituts und des Comprehensive Cancer Centers (3C) wird daraus der Bosch Health Campus. Zusätzlich wird der Standort Schillerhöhe aufgelöst. Dazu wurde im Innenhof ein Neubau begonnen. Weiter soll der Bauteil G durch einen Neubau ersetzt werden und quer zum Bauteil F ein neues Bettenhaus entstehen, um den Bauteil zu ersetzen und mehr Betten durch überwiegend Zweibettzimmer zur Verfügung zu haben. Ebenfalls erweitert wird der OP-Trakt an dessen Westfront derzeit mittels Containermodulen zwei weitere Säle entstehen, um der Thoraxchirurgie der Schillerhöhe Operationsmöglichkeiten zur Verfügung zu stellen.
Ab März 2022 wurden die Personalwohngebäude abgerissen, um durch Neubauten den gestiegenen Anforderungen an diese gerecht werden zu können. Die Wohnungen sollen eigene Küchen und Duschen besitzen und einen etwas größeren Wohnbereich. Außerdem beinhalten die Gebäude eine Kita, Supermarkt und Bäcker.

## Patientengarten

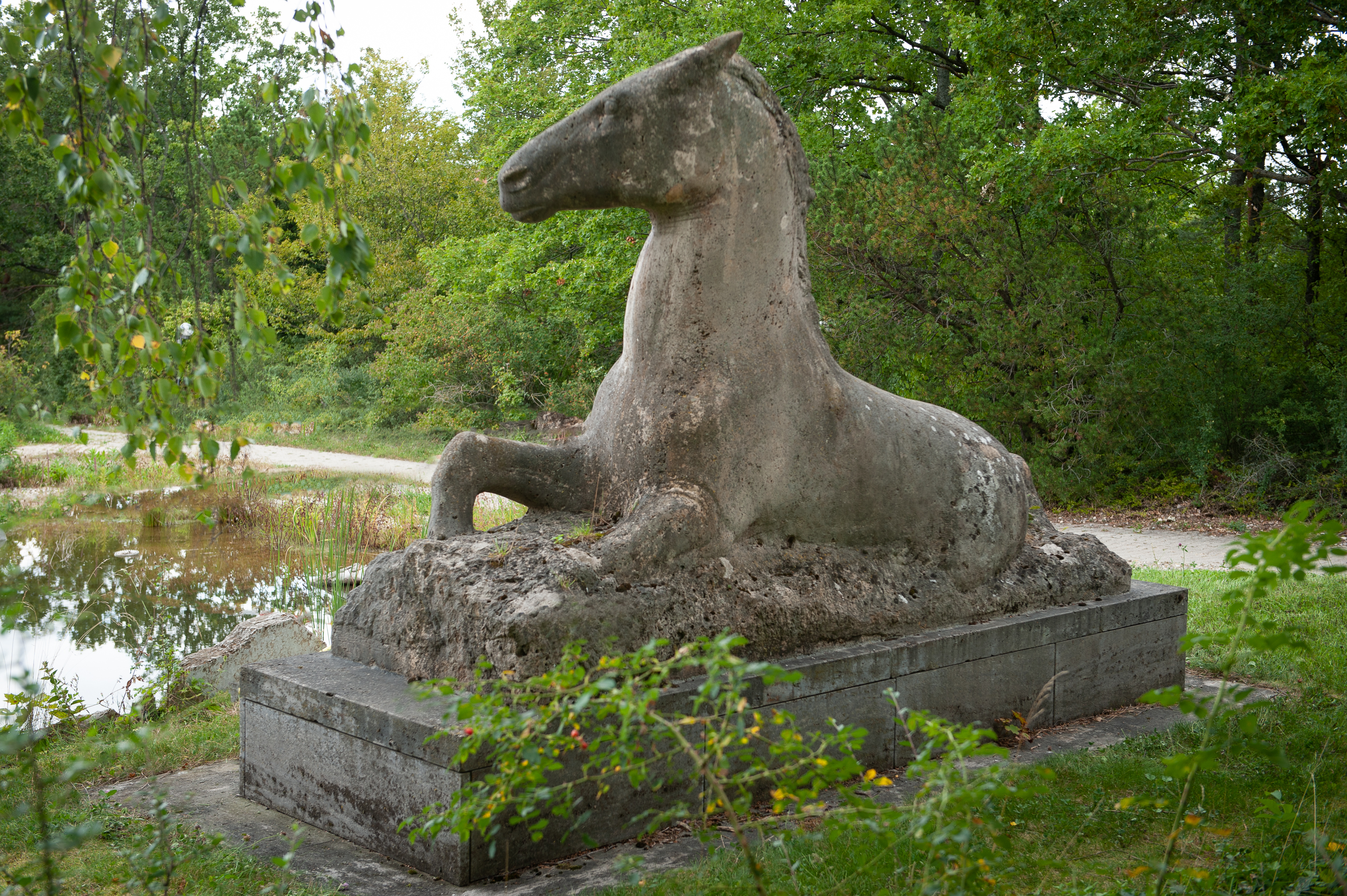
Fritz von Graevenitz: Aufstehendes Pferd, 1934.

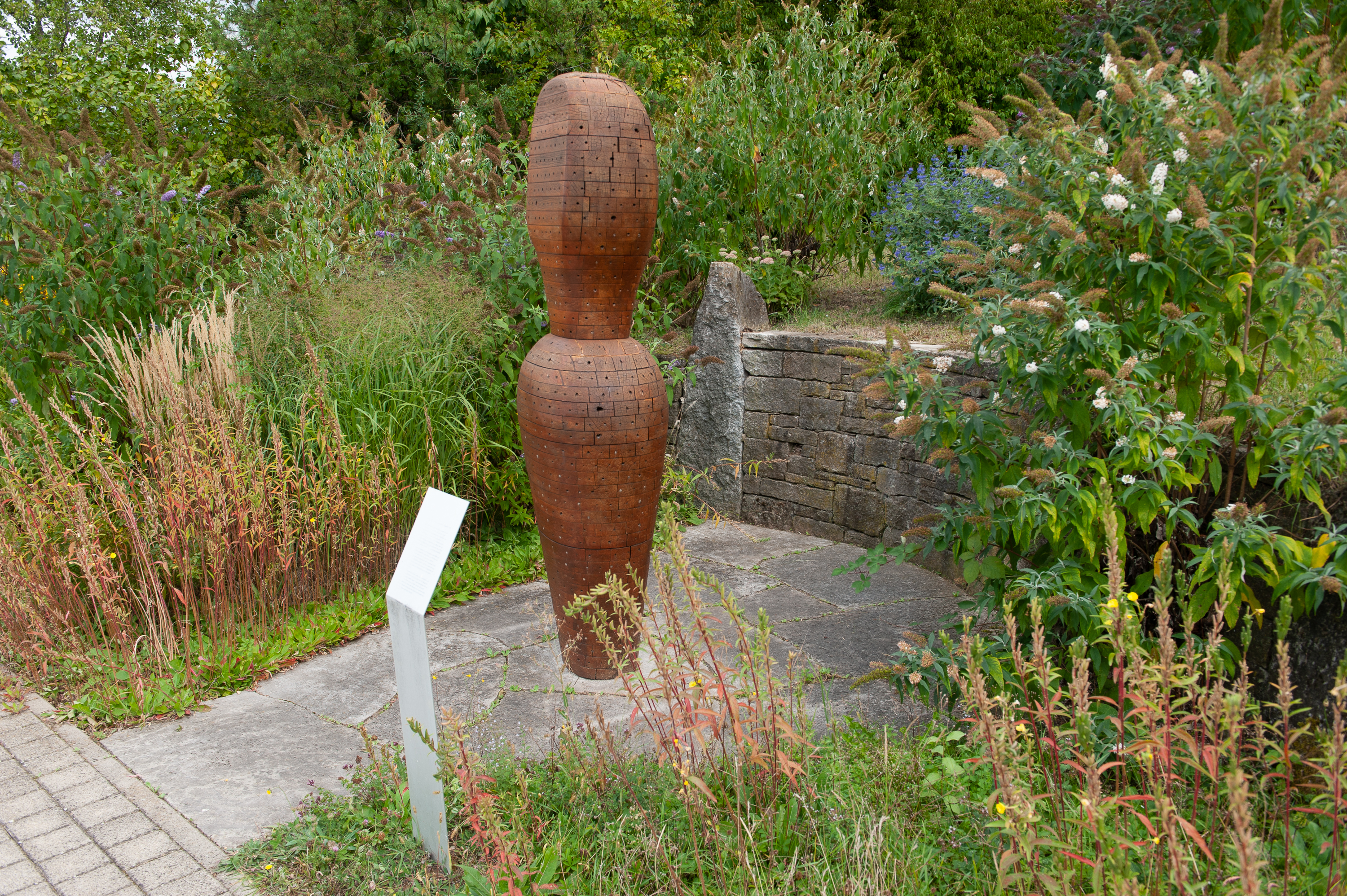
Jeanette Zippel: Bienengarten, 2001.

Der Patientengarten des Robert Bosch Krankenhauses befand sich am östlichen Rand des Krankenhausareals, in der Nähe des Panoramacafés. Auf dem Rundweg traf man auf zwei Skulpturen, das Aufstehende Pferd von Fritz von Graevenitz und den Bienengarten von Jeanette Zippel. Der Patientengarten ist seit Ende 2020 durch umfangreiche Umbauarbeiten nicht mehr als solcher zugänglich. Die Kunstwerke sind eingelagert.

### Fritz von Graevenitz: Aufstehendes Pferd
Das Aufstehende Pferd aus Cannstatter Travertin (2 m × 1 m × 3 m) schuf der Stuttgarter Bildhauer Fritz von Graevenitz im Jahr 1934.
„Die Witwe des verstorbenen Künstlers, Jutta von Graevenitz, und deren Tochter und Schwiegersohn Irmgard und Robert Bosch jun. schenkten sie 1973 dem Robert Bosch Krankenhaus zur Eröffnung der damals neu erbauten Klinik am Burgholzhof. Bis zum Umbau stand die Skulptur im Außenbereich des Haupteingangs. Seit Juli 2008 hat sie ihren Platz am Birkenwäldchen im Patientengarten hinter der Klinik für Geriatrische Rehabilitation gefunden.“

### Jeanette Zippel: Bienengarten
Die Bildhauerin und Landschaftsarchitektin Jeanette Zippel (* 1963) nannte ihr 2001 entstandenes Werk Belebte Wildbienenskulptur mit Bienengarten. Der Bienengarten wurde in einer Nische am Rundweg des Patientengartens angelegt und lehnt sich mit einer Trockenmauer aus Naturstein an das dahinterliegende Gelände.
Im Zentrum des teilweise mit Natursteinfliesen ausgelegten, teils mit bienengerechten Wildpflanzen besetzten Gärtchens steht Jeanette Zippels Wildbienenskulptur. Die über zwei Meter hohe Rundplastik aus geschichtetem Eichenholz besteht aus zwei spindelförmigen Teilen, „einem bienenähnlichen Unterkörper und [einem] menschlichen Oberkörper“, und stellt „einen kulturhistorischen Bezug zur Artemis, der Fruchtbarkeits- und Schutzgöttin der Bienen, dar.“ „Die traditionelle Form der »Figurenstöcke« aus Schlesien, figürlich in Holz geschnitzter Bienenbehausungen, die vorwiegend Heilige darstellten“, regte Jeanette Zippel zur Gestaltung ihrer Bienenskulpturen an.
„Die Skulptur ist mit zahlreichen Löchern versehen, die den Wildbienen als Nistplatz für die Ablage ihrer Eier dienen. Von März bis Oktober kann man sie beobachten, wie sie Pollen eintragen und die Nistlöcher mit Lehm, Harz und Blättern verschließen.“
Hinweis: Die Kunststation Bienengarten auf dem Stuttgarter Wartberg beherbergt in einem kreisrunden Areal mit einem Schwänzeltanzpfad einen Bienengarten von Jeanette Zippel mit sechs Figurenstöcken aus unterschiedlichen Naturmaterialien.